# Pantelis Pantelidis
Pantelis Pantelidis (Atenas, Grécia, 23 de novembro de 1983 - 18 de fevereiro de 2016) foi um popular compositor e cantor grego.

## Biografia
Pantelis nasceu em Atenas em 23 de novembro de 1983, e cresceu em Nea Ionia. Trabalhou como suboficial da Marinha, mas decidiu se demitir para se tornar um cantor, embora não haja estudos relevantes, mas é auto-didata. Também aprendeu sozinho a tocar instrumentos musicais e compor melodias. Ainda tem uma agência de OPAP em Nea Ionia.

## Carreira Musical
Durante quatro anos, ele cantou em pequenas lojas. Seu primeiro álbum, o álbum intitulado em Αλκοολικές οι νύχτες foi lançado em 2012 e se tornou uma platina dupla. Grande sucesso é a canção Δεν ταιριάζετε σου λέω, enquanto o disco ainda incluiu as canções Συνοδεύομαι, Πάμε στοίχημα θα ξαναρθείς, Παραμυθιάζομαι, Λιώμα σε γκρεμό, que têm feito muito sucesso nas rádios gregas. Ele afirmou que suas canções escritas foram inspiradas por experiências ou histórias de pessoas próximas pessoais. Ele tem uma grande fragilidade em sua mãe para o qual ele escreveu uma música com o nome dela Αθηνά.

## Prêmios
Pantelis Pantelidis venceu o 10º concurso de prêmios musicais MAD de 2013 de melhor artista novato. Ele foi escolhido para interpretar a sua canção Δεν ταιριάζετε σου λέω junto com o cantor Stan e a cantora Helen Foureira.

## Discografia
- Αλκοολικές οι Νύχτες (MINOS EMI Greece,2012)
- Ουράνιο τόξο που του λείπανε 2 χρώματα (MINOS EMI Greece,2013)